# Campo Maior, Piauí
Campo Maior là một đô thị thuộc bang Piauí, Brasil. Đô thị này có diện tích 1699,383 km², dân số năm 2007 là 44526 người, mật độ 26,2 người/km².